# Шоптиколь (Каратобинський район)
Шоптико́ль (каз. Шөптікөл) — село у складі Каратобинського району Західноказахстанської області Казахстану. Входить до складу Каратобинського сільського округу.
У радянські часи село називалось Шоптіколь.
Населення — 991 особа (2021; 1083 у 2009, 1274 у 1999, 1334 у 1989).